# Stenanona stenopetala
Stenanona stenopetala là loài thực vật có hoa thuộc họ Na. Loài này được (Donn. Sm.) G.E. Schatz miêu tả khoa học đầu tiên năm 1994.